# Аксуський сільський округ (Уйгурський район)
Аксу́ський сільський округ (каз. Ақсу ауылдық округі, рос. Аксуский сельский округ) — адміністративна одиниця у складі Уйгурського району Алматинської області Казахстану. Адміністративний центр — село Великий Аксу.
Населення — 5083 особи (2021; 5346 у 2009, 5245 у 1999, 4870 у 1989).
Станом на 1989 рік існувала Великоаксуська сільська рада (села Великий Аксу, Долайти, Малий Аксу).

## Склад
До складу округу входять такі населені пункти:
| Населений пункт    | Населення, осіб (1989) | Населення, осіб (1999) | Населення, осіб (2009) | Населення, осіб (2021) |
| ------------------ | ---------------------- | ---------------------- | ---------------------- | ---------------------- |
| Великий Аксу, село | 3447                   | 3251                   | 3534                   | 3411                   |
| Долайти, село      | 891                    | 1331                   | 1086                   | 936                    |
| Малий Аксу, село   | 532                    | 663                    | 726                    | 736                    |